# 正往站
正往站（：／ Jeongwang yeok */?）是首都圈电铁4号线與水仁·盆唐線共線區間沿線的一座高架車站，位於韓國京畿道始興市正往洞，韓語副站名是「韓國產業技術大」（한국산업기술대）。

## 車站構造
兩線共用站體，為2面2線側式月台的高架車站，候車月台設有月台幕門，並有2處出口。

### 月台配置
| ↑ 新吉溫泉 |
| \| ２      |
| 烏耳島 ↓   |

| 月台 | 路線                   | 目的地                         |
| ---- | ---------------------- | ------------------------------ |
| 1    | ●首都圈電鐵水仁·盆唐線 | 水原、竹田、往十里、清涼里方向 |
| 1    | ●首都圈电铁4号线       | 舍堂、首爾站、堂嶺方向         |
| 2    | ●首都圈電鐵水仁·盆唐線 | 烏耳島、松島、仁川方向         |
| 2    | ●首都圈电铁4号线       | 烏耳島方向                     |

## 歷史
- 1937年8月5日：水仁線君子站落成啟用。
- 2000年7月28日：安山線新站落成，改名為正往站。
- 2020年9月12日：首都圈電鐵水仁·盆唐線開通，並與首都圈电铁4号线共線。

## 車站周邊
- 韓國產業技術大學（朝鲜语：한국산업기술대학교）
- 京畿科學技術大學（朝鲜语：경기과학기술대학교）
- 始興消防署
- 始華樂天影城
- E-mart始華店
- 始興綜合巴士客運站（朝鲜语：시흥종합버스터미널）

## 圖片

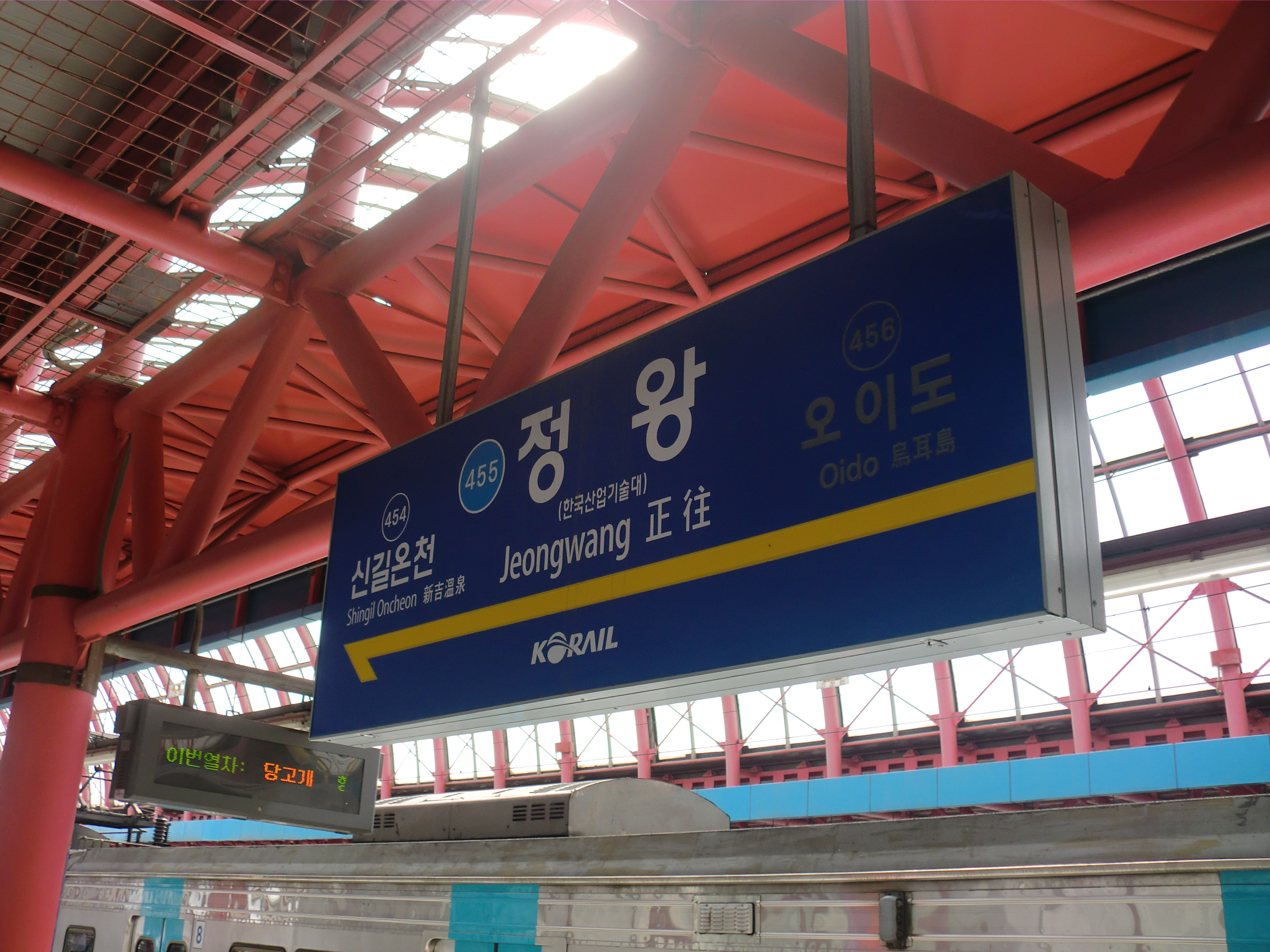
站名牌（舊式）
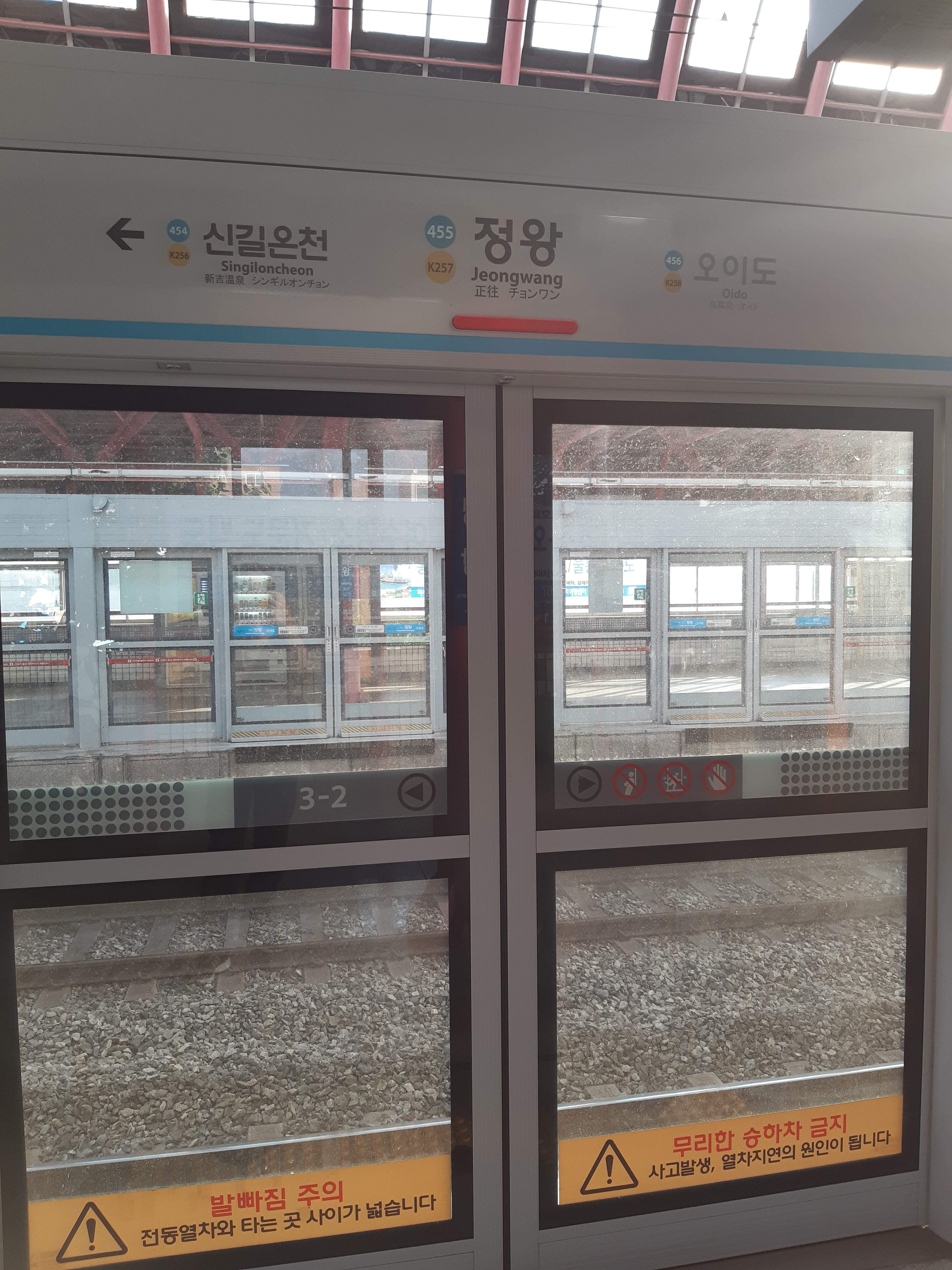
月台門
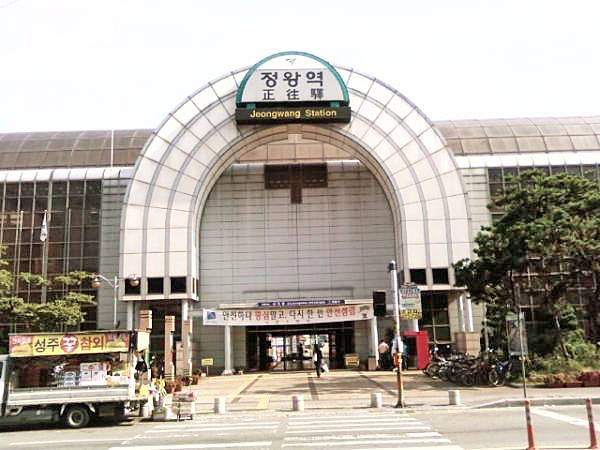
車站建築

## 相鄰車站
韓國鐵道公社
●首都圈电铁4号线
急行
安山（453）－正往（455）－烏耳島（456）
緩行
新吉溫泉（454）－正往（455）－烏耳島（456）
●首都圈電鐵水仁·盆唐線
新吉溫泉（K256）－正往（K257）－烏耳島（K258）